# Ginés de la Jara
Ginés de la Jara es un personaje real, aunque sobre él existe una leyenda medieval cristiana en el entorno de Cartagena (España), ciudad de la que es copatrón.
Así, las historias populares hablan de un ermitaño que se establece junto al Mar Menor en lo que hoy son las ruinas del monasterio que lleva su nombre en tiempos anteriores a la dominación árabe. De él se dice que es de noble cuna e incluso que su origen se encontraría en Francia. Según algunas teorías es Ginés de Arlés, cuya festividad también se celebra el 25 de agosto, fecha en que murió mártir (la leyenda medieval refiere que, después que le fue cortada la cabeza, él mismo la arrojó al Ródano, por lo que en ocasiones se le representa como un cefalóforo). De considerarse Ginés de Arlés sería un caso de duplicidad hagiográfica.
En 1541, el papa Paulo III reconoce su santidad y establece oficios religiosos en torno a la celebración de San Ginés de la Jara el 25 de agosto.

## Patrón de Villanueva del Fresno (Badajoz)
En el pueblo de Villanueva del Fresno, perteneciente a la provincia de Badajoz existe el patronazgo de San Ginés de la Jara. Para su culto hay una ermita donde se encuentra el santo, llevándose al pueblo para las fiestas en su honor, tanto la romería que tiene lugar el primer domingo de mayo de cada año como las ferias y fiestas que se celebran en agosto, siendo el día del patrón el 25. 

## Patrón de Cartagena
Según la tradición, en el año 1677 se declaró en Cartagena una grave epidemia que atacaba a los niños, y el Ayuntamiento, para aminorar la fuerza del terrible achaque, quiso implorar la clemencia del patrón de la ciudad, pero nadie sabía quien era, ni en el archivo municipal había antecedentes. Los señores capitulares metieron en una cántara muchos papeles con nombres de santos, y un muchacho sacó uno, resultando el de San Ginés de la Jara, al que la ciudad nombró por aclamación su patrón. 

## Patrón de Purchena (Almería)
En la población almeriense de Purchena también existe el patronazgo de San Ginés de la Jara, el cual fue elegido por sorteo entre más de cien posibles santos, al elegir el papel referente a San Ginés de la Jara este se volvió a meter en la saca para poder sacar un santo más conocido y acorde con el fervor de un pueblo, en la segunda saca, salió San Ginés de la Jara, y desde ese momento se le tiene y se mantiene como patrón de Purchena.

## Patrón de Sabiote (Jaén)
Es el patrón de la localidad jiennense de Sabiote, cuyo santoral se celebra el 25 de agosto.

## Véase también

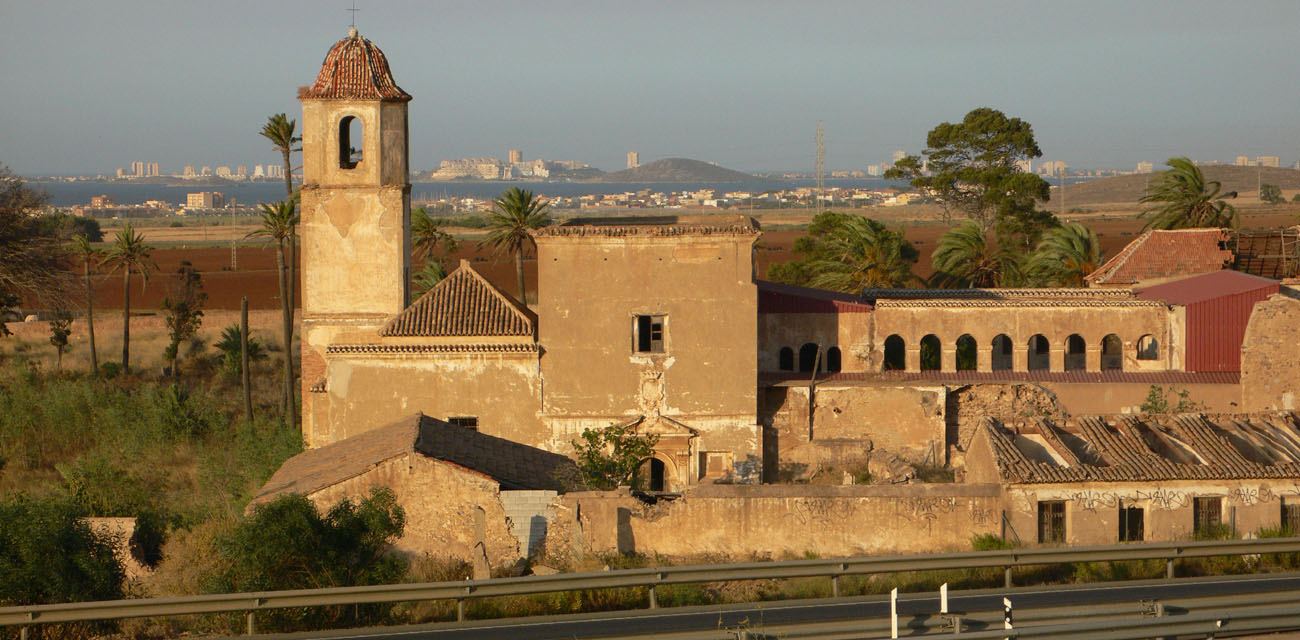
Vista exterior del monasterio.